# Niall Kearney
Niall Kearney (Dublin, 10 maart 1988) is een golfprofessional uit Ierland. 

## Amateur
Kearney was lid van de Royal Dublin Golf Club en had als amater handicap +4. Nadat hij de Brabazon Trophy op de Moortown Golf Club had gewonnen werd hij ook in het team van de Walker Cup opgenomen.
Gewonnen
- 2009: Brabazon Trophy (208, -5)

Teams
- Fred Daly Trophy (namens Ierland)
- Walker Cup: 2009 (best individueel)

## Professional
Kearney werd na de Walker Cup in 2009 professional en haalde meteen op de Tourschool een spelerskaart voor de Europese Challenge Tour. De Team Ireland Golf Trust keerde in 2011 aan vijftien nieuwe professionals een bedrag uit om de eerste kosten van hun nieuwe loopbaan te ondersteunen, waaronder Kearney en Jonathan Caldwell voor de Challenge Tour en Niall Turner voor de Aziatische Tour. De Trust ondersteunt niet alleen financieel, zij voorzien de spelers ook van begeleiding op en buiten de baan.